# 韦林镇
韦林镇，是中华人民共和国陕西省渭南市大荔县下辖的一个乡镇级行政单位。

## 行政区划
韦林镇下辖以下地区：
韦林村、仓头村、仓西村、长城村、会龙村、火留村、望仙村、泊子村、阳昌村、迪西村、东一村、东二村、东三村、新合村、迪东村、柳园村、仁东村、仁中村、仁西村、西寨村、马坊村、兴旺村、梁元村、周堡村、耿元村、田元村、晨光村、秦家村、高洼村、东池村和西池村。